# دانشگاه مینهو
دانشگاه مینیو به پرتغالی: (Universidade do Minho) یکی از دانشگاه‌های شمالی کشور پرتغال است که پردیس‌های آن در دو شهر براگا و گویمارائس واقع شده است و دارای ۱۹ هزار دانشجو می‌باشد.
این دانشگاه در سال ۱۹۷۳ تأسیس شده و با وجود اینکه نسبت به سایر دانشگاه‌های پرتغال که قدیمی هستند تازه تأسیس محسوب می‌شود گستردگی زیادی دارد و دارای ده دانشکده است:
- دانشکده اقتصاد و مدیریت
- دانشکده معماری
- دانشکده هنر و علوم انسانی
- دانشکده روان‌شناسی
- دانشکده آموزشی
- دانشکده حقوق
- دانشکده علوم
- دانشکده علوم بهداشت
- دانشکده مهندسی
- دانشکده علوم اجتماعی